# Cancrincola longiseta
Cancrincola longiseta är en kräftdjursart som beskrevs av Humes 1957. Cancrincola longiseta ingår i släktet Cancrincola och familjen Cancrincolidae. Inga underarter finns listade i Catalogue of Life.